# Патрик Блакет
Майнард Стюарт Блакет, барон Блакет (на английски: Patrick Blackett, Baron Blackett) е английски физик, носител на Нобелова награда за физика за 1948 година. Той е член на Кралското дружество. Известен е най-вече с работата си по усъвършенстването на камерата на Уилсън. С нейна помощ през 1924 г. му се удава да заснеме първите снимки по превръщането на азота в изотоп на кислорода. През 1933 г. потвърждава съществуването на позитрона. Занимава се и с космически лъчи и история на земното магнитно поле.

## Биография

### Ранни години
Блакет е роден на 18 ноември 1897 година в Кенсингтън, Лондон. Той е син на търговеца Артур Стюарт Блакет и жена му Каролине Майнард. По-малката му сестра Марион Милнър е психоаналитик. Дядо му по бащина линия Хенри Блакет, брат на австрийския архитект Едмунд Блакет, дълги години е свещеник в Кройдън. Другият му дядо по майчина линия е офицер от Кралската артилерия.
Семейство Блакет живее последователно в Кенсингтън, Кенлей, Уокинг и Гилдфорд, където Патрик посещава начално училище. Той изработва радио управляеми модели на самолети. Учи две години в Британския кралски военноморски колеж.
След избухването на Първата световна война през август 1914 г. е прехвърлен на активна служба като морски курсант. Той е един от изобретателите на подобрение в  артилерийската стрелба, за което Адмиралтейството е извадило патент. Произведен е в лейтенант през май 1918 г., но решава да напусне флота, за да учи математика и физика в Кеймбриджкия университет.

### Научни изследвания
След като завършва Магдален Колидж през 1921 г., Патрик Блакет работи 10 години в Кавендишката лаборатория като експериментатор при Ърнест Ръдърфорд. През 1923 г. е избран за член на Кингс колеж в Кеймбридж, където препофава до 1933 г.
Ръдърфорд открива, че ядрата на азота могат да се разпаднат при облъчване с бързи алфа частици, в резултат на което се получават ядра на кислорода. Той моли Блакет с помощта на мъглинната камера да открие видими следи на това разпадане. През 1924 г. Блакет прави 23 000 фотографии, показващи следите на 415 000 йонизирани частици. Осем от тях са разклонени, което показва, че атомът на азота при сблъсък с алфа частица създава атом на флуора, който се разпада в изотоп на кислорода.
Блакет прекарва известно време в Гьотинген, Германия, където през 1924 – 1925 г. работи с Джеймс Франк върху атомните спектри. През 1932 г. с Джузепе Окиалини изнамират система за гайгеров брояч, която прави снимки само когато космическите лъчи преминават през камерата. Те откриват 500 следи на високо енергетични частици в 700 автоматични експозиции. През 1933 г. Блакет открива 14 следи, които потвърждават съществуването на позитрона, установявайки днешните мигновено разпознаваеми обратни спирални следи на двойката електрон/позитрон. Тази работа го превръща в един от водещите специалисти по „антиматерия“. През същата година той се мести в Колежа Бъркбек към Лондонския университет като професор по физика за четири години. От 1937 г. Блакет работи в Университета Виктория в Манчестър.
През 1947 г. Патрик Блакет предлага теория за изчисляване на земното магнитно поле като функция на въртенето на Земята, с надеждата да обедини електромагнитната сила и гравитацията. В продължение на няколко години той работи върху създаването на чувствителен магнитометър, за да провери своята теория. Работата му го отвежда в областта на геофизиката. Той се надява да получи данни, свързани с палеомагнетизма, които да му дадат строги доказателства за континенталния дрейф.
През 1948 г. му е присъдена Нобелова награда за физика за изследванията му върху космическите лъчи с помощта на изобретения от него автоматичен брояч.
Професор Блакет е избран за ръководител на Катедрата по физика в Импириъл колидж в Лондон през 1953 г. Пенсионира се през юли 1963 г. Сградата днес носи името „Лаборатория на Блакет“.
Умира на 13 юли 1974 година в Лондон на 76-годишна възраст.

## Публикации
- Fear, War, and the Bomb: The Military and Political Consequences of Atomic Energy (1948)
- Blackett. Atomic Weapons and East/West Relations. C.U.P 2003.   1956. ISBN 978-0-521-04268-0.